# John Seale
John Seale (Warwick, 5 de outubro de 1942) é um diretor de fotografia australiano. Recebeu cinco indicações ao Oscar de melhor fotografia: Witness (1985), Rain Man (1988), The English Patient (1996), Cold Mountain (2003) e Mad Max: Fury Road (2015). Vencendo por The English Patient, em 1996.
Ele trabalhou com os diretores Peter Weir e Anthony Minghella.